# ÖVB Arena
ÖVB Arena (oryginalnie: Stadthalle Bremen, wcześniej Bremen-Arena i AWD-Dome) – największa hala widowiskowo-sportowa w Bremie w Niemczech. Jest wykorzystywana do zawodów sportowych, targów i koncertów.

## Historia
Oryginalna nazwa hali brzmiała Stadthalle Bremen, aż do momentu kiedy towarzystwo finansowe Allgemeiner Wirtschaftsdienst (AWD) wykupiło prawa nazwy hali w styczniu 2005 roku. Halę nazwano AWD-Dome, by odróżnić ją od AWD-Arena w Hanowerze. W tym samym czasie zainwestowano 50 mln € w modernizację i rozbudowę hali z 3500 do 14500 miejsc. W 2009 wygasły prawy AWD do nazwy hali i przemianowano ją na Bremen-Arena. Ta nazwa obowiązywała od 1 stycznia 2010 roku. W dniu 11 września 2011 r. zmieniono jej nazwę na ÖVB Arena.
Stadthalle Bremen został zaprojektowana i zbudowany przez austriackiego architekta Rolanda Rainera w latach 1961-64. 
Bremen-Arena była jedną z aren Mistrzostwa Świata w Piłce Ręcznej Mężczyzn 2007.